# Los Muecas
Los Muecas son una agrupación musical mexicana principalmente de baladas, originarios de la ciudad de Mexicali, Baja California, México surgido en el año 1968. Son recordados por su sencillo "Qué ironía" del año 1972 el cual fue muy escuchado en la radio y alcanzó buenos lugares en la popularidad. 

## Trayectoria
Su nacimiento fue influenciado por los también músicos y grupos bajacalifornianos como Javier Bátiz, Los Moonlights y Los Solitarios. Su vocalista original fue José Refugio "Artemio" Pérez Ramírez, quien estuvo con la banda hasta el año 1975. Grabaron canciones como "Qué ironía", "Sabor amargo" y "Triste adiós". Artemio fue reemplazado por el cantante Edelmiro "Milo" González, originario de la ciudad de La Paz, Baja California Sur. Con él, la banda grabó canciones como "Pa' que sientas lo que siento", "Mi único camino", "Prieta querida", "Florecilla de amor" y "Dónde estas corazón". En el año 1977, entra como cantante Francisco "Pancho" Mendoza, continuando con la misma temática y estilo, y grabando con la banda canciones como "Con cartitas", "Varita de nardo", y "Las abandonadas". Después de la salida de Mendoza del grupo, llega a la agrupación Juan Miranda, con quien graban canciones como "Empate de amor" y "Por las parrandas". El grupo continúa con Alonso Cordero como el vocalista actual.

## Éxitos
- Sylvia compuesta por Gonzalo Páez Villarreal (1968)

- Que Ironía (1972)

- Triste Adiós (1972)

- Te Sentencio (1972)

- Mares de Penas (1972)

- Indita Mía (1972)

- Sabor Amargo (1972)

- Chatita (1972)

- Atardecer Primaveral (1972)

- Alicia (1972)

- Un Lucero (1972)

- Paloma Querida (1973)

- Presagio (1973)

- Cuando el Destino (1973)

- Muchachita Misteriosa (1973)

- Aunque se oponga la razón (1973)

- Amor te fuiste Lejos (1973)

- Julia (1974)

- Hoguera de Amor (1974)

- La Fuente y los Nardos (1975)

- Prieta Linda (1975)

- El Fantasma (1975)

- Pa' Que Sientas Lo que Siento (1976)

- Pobrecita (1976)

- Luz (1976)

- Duda (1976)

- Florecilla de Amor (1976)

- Se que se acerca el Final (1976)

- Mi Único Camino (1977)

- No te quiero engañar (1977)

- Indita Querida (1977)

- Jessica (1978)

- Mi Destino fue Quererte (1978)

- Una Sola Caída (1978)

- Con Cartitas (1978)

- Amor Sincero (1978)

- Las Abandonadas (1978)

- Muchacha Preciosa (1978)

- Trigueña (1979)

- Ángel de mis Anhelos (1979)

- Mamacita Bonita (1979)

- Por una mujer Casada (1979)

- Quédate (1979)

- Ebrio de Amor (1979)

| Fecha | Álbum                             | Sello discográfico               | Vocal                                                    |
| ----- | --------------------------------- | -------------------------------- | -------------------------------------------------------- |
| 1968  | Sylvia                            | Discos Fiesta                    |                                                          |
| 1972  | Qué Ironía                        | CBS                              |                                                          |
| 1972  | Indita mía                        | CBS                              |                                                          |
| 1973  | Presagio                          | CBS                              | Artemio Pérez                                            |
| 1974  | Hoguera de amor                   | CBS                              | Artemio Pérez                                            |
| 1975  | La herida                         | CBS                              | Artemio Pérez                                            |
| 1975  | Las fuentes de nardo              | CBS                              | Artemio Pérez                                            |
| 1976  | Pa’ que sientas lo que siento     | CBS                              | Milo                                                     |
| 1977  | Mi único camino                   | CBS                              | Milo                                                     |
| 1978  | Mi destino fue quererte           | CBS                              | Francisco Mendoza                                        |
| 1978  | Con cartitas                      | CBS                              | Francisco Mendoza                                        |
| 1979  | Trigueña                          | CBS                              | Francisco Mendoza                                        |
| 1979  | A ti                              | CBS                              | Francisco Mendoza                                        |
| 1980  | No Lloraré                        | CBS                              | Juan Miranda y Francisco Mendoza(Milo "Aguanta corazón") |
| 1981  | Empate de amor                    | CBS                              | Juan Miranda                                             |
| 1983  | Y quién es ese tonto              | CBS                              | Juan Miranda(Regresa Artemio Pérez)                      |
| 1984  | Mi alma es tu casa                | CBS                              | Artemio Pérez Y Juan Miranda                             |
| 1985  | Mi Terruño                        | CBS                              | Artemio Pérez Y Juan Miranda                             |
| 1986  | Secreto de amor                   | CBS                              | Artemio Pérez Y Juan Miranda                             |
| 1987  | Ya no me quieres                  | CBS                              | Artemio Pérez                                            |
| 1988  | Gaviota sin destino               | Discos Roció (Guadalajara, Jal.) | Artemio Pérez                                            |
| 2004  | Más que amor                      |                                  | Alonso Cordero                                           |
| 2013  | Ahora y Siempre                   | DISCOMANIA DIGITAL               |                                                          |
| 2016  | Nuestras Canciones 45 Aniversario | OROZCO PROMOTIONS                | Alonso Cordero                                           |

- Datos: Q5980034